# Piz Spinas
Piz Spinas är en bergstopp i Schweiz.   Den ligger i kantonen Graubünden, i den östra delen av landet, 200 km öster om huvudstaden Bern. Toppen på Piz Spinas är 3 823 meter över havet, eller 39 meter över den omgivande terrängen. Bredden vid basen är 0,13 km. Piz Spinas ingår i Bernina.
Terrängen runt Piz Spinas är huvudsakligen mycket bergig. Närmaste större samhälle är Poschiavo, 10,1 km sydost om Piz Spinas. 
Trakten runt Piz Spinas består i huvudsak av gräsmarker. Runt Piz Spinas är det glesbefolkat, med 18 invånare per kvadratkilometer.